# De Gordel

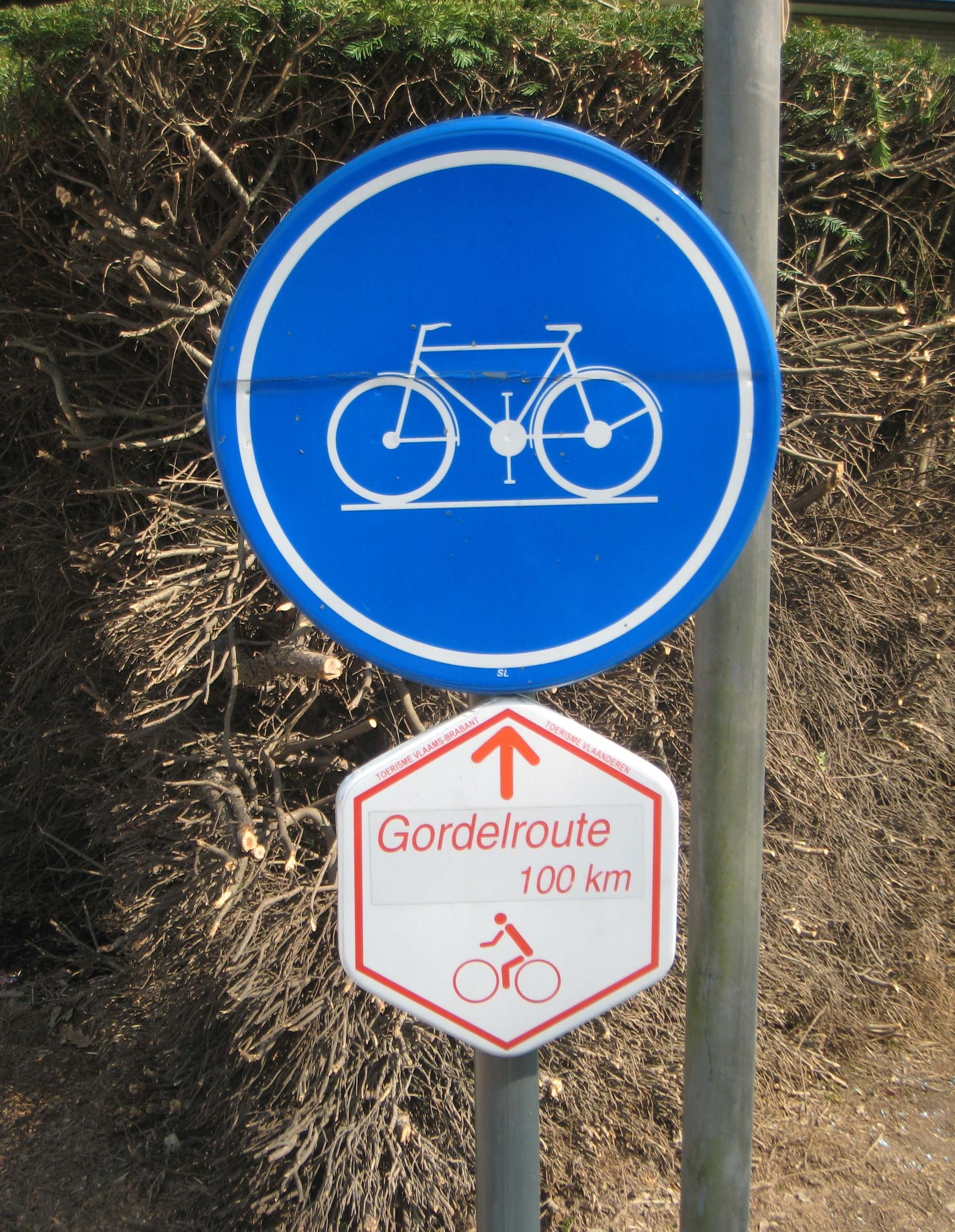
Bord van de Gordelroute

De Gordel is het grootste door Bloso georganiseerde sportieve eendagsevenement van Vlaanderen dat sinds 1981 elk jaar (en in 2012 de laatste keer in zijn bekende formule) plaatsvond in het eerste weekend van september. Er vonden dan geleide fietstochten en groepswandelingen plaats. Met deze jaarlijks terugkerende sportmanifestatie wilde men het Vlaamse karakter van de rand rond het Brussels Hoofdstedelijk Gewest, de Vlaamse Rand of de Groene Gordel, beklemtonen. In 2013 werd de opvolger van de Gordel gepresenteerd en georganiseerd onder de naam "Gordelfestival".

## Oorsprong en verdere geschiedenis

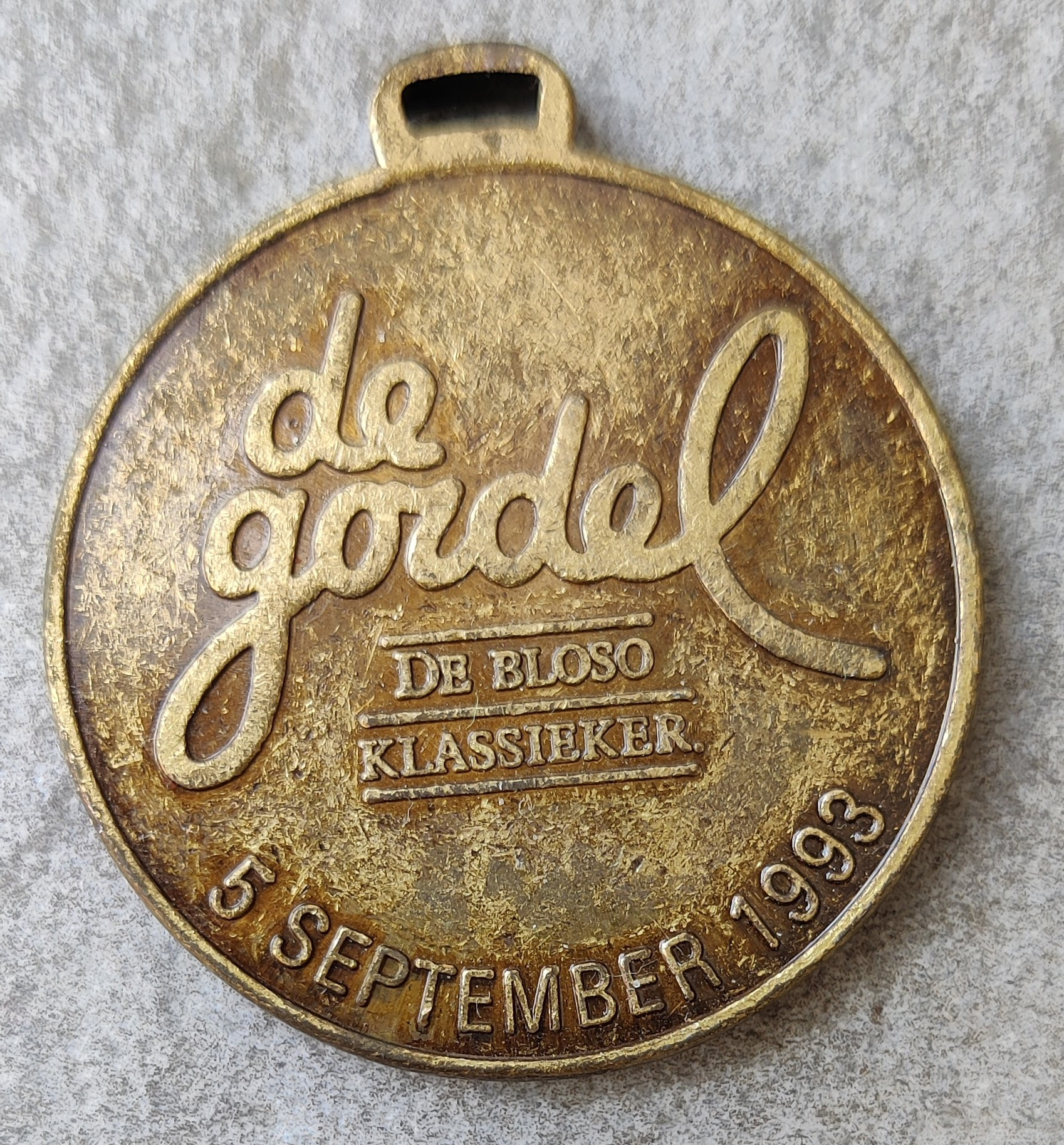
Medaille De Gordel editie 1993 (voorzijde)

De Gordel is ontstaan in de faciliteitengemeente Sint-Genesius-Rode, op 27 september 1981. Toen nam een groep Vlamingen het initiatief om vanuit Sint-Genesius-Rode een fietstocht van 90 km rond het gewest Brussel te organiseren. Ook organiseerde men in Sint-Genesius-Rode een groepswandeling. Alzo ontstond de Gordeltraditie. Later werd deze 90 km uitgebreid naar 100 km en kwamen er verschillende wandel- en fietsroutes van uiteenlopende afstand bij. Ook waren en er verschillende startplaatsen en controleposten waar je een stempel op je deelnemerskaart kreeg. Elke deelnemer kreeg op vertoon van een volle stempelkaart aan de aankomstplaats een medaille.
De Gordel werd een succesverhaal en bracht in 1993, de tot hiertoe onovertroffen recordeditie, maar liefst 112.655 deelnemers op de been. Na enkele regenedities zakte dit cijfer. De jongste jaren kunnen de organisatoren Bloso en Radio 2 steevast rekenen op meer dan 80 000 wandelaars en fietsers. Bij de editie van 2005 werd opnieuw de kaap van de 100 000 deelnemers overschreden (101.171 deelnemers).
Elk jaar vinden er door misnoegde plaatselijke inwoners sabotageacties plaats. Zo moesten er tijdens de editie van 2005 heel wat spijkers geruimd worden in Wezembeek-Oppem, Sint-Pieters-Leeuw en Sterrebeek en werd de bewegwijzering gesaboteerd in Linkebeek en Tervuren.
De Gordel is elk jaar verzekerd van grote belangstelling uit de Vlaamse politieke wereld door morele steun en effectieve deelname aan het evenement. Het evenement wordt steevast afgesloten met optredens van Vlaamse zangers die elk jaar ook een uniek Gordellied maken, en kreeg zo geleidelijk aan het karakter van een familiaal volksfeest.
Sinds 2008 bestaat er ook een reactionair evenement in Brussel, De Bretel.

### Uitgave 2008
De uitgave 2008 vond plaats op 7 september. De deelnemers konden kiezen uit 23 verschillende parcours, voor een 810 km in het totaal, verdeeld over 9 wandel- en 14 fietsroutes. Voor de echte sporters was er een ommetje voorzien tot in het Vlaamse Ardennengebied. Bij hun doortocht op de Muur van Geraardsbergen was er een tijdopname met fotovastlegging. Een nieuwigheid voor deze editie was het weergeven via een icoon en aangepaste kleur van de moeilijkheidsgraad van het gekozen parcours. De Kraai-Op-wandeling vanuit Zaventem werd uitgestippeld met aandacht voor de toegankelijkheid voor gehandicapten met voorziening van aangepast fietsmateriaal. Bart Herman en Barbara Dex voorzagen het evenement dat jaar van een gordellied met de toepasselijke titel Onderweg met jou.
De editie kwam begin juli 2008 al in het nieuws doordat drie niet-benoemde burgemeesters van de faciliteitengemeenten Wezembeek-Oppem, Kraainem en Linkebeek bekendmaakten dat ze de editie gingen boycotten door de doortocht over de genoemde gemeenten te weigeren. Dit komt in de feiten neer dat er dan geen politieondersteuning aanwezig zou zijn. Medio juli 2008 liet de burgemeester van Linkebeek, Damien Thiéry weten pas groen licht voor de doortocht van de Gordel te geven als de organisatoren het strikt sportieve karakter van het evenement garanderen en geen enkele politieke boodschap tot uiting laten komen. De Vlaamse voogdijminister van Bloso, Bert Anciaux deelde nog mee dat de betreffende burgemeesters door deze provocatie de politieke boodschap van De Gordel benadrukken. Volgens Vlaams minister van Binnenlands Bestuur Marino Keulen Open Vld, misten de niet-benoemde burgemeesters door De Gordel te boycotten een buitenkans om zich constructief op te stellen tegenover Vlaanderen. Eric Van Rompuy sprak in dit verband van een gefrustreerde reactie vanwege de betrokken burgemeesters. Hij gaf ook mee dat door de doortocht van de Gordel te koppelen aan het verbod om een Vlaamse politieke boodschap te uiten, de vrijheid van meningsuiting werd aangetast. Carla Galle van Bloso benadrukte dat de Gordel het Vlaams karakter van de rand rond Brussel zal blijven benadrukken. Zij stelde ook dat er helemaal geen toestemming van de betrokken burgemeester nodig is om De Gordel te laten doorgaan.

### Uitgave 2009
Een aantal nieuwe elementen van 2008 werden behouden in de editie van 6 september 2009. De 40ste verjaardag van Bloso werd benadrukt. 15 fietsroutes en 10 wandelroutes werden uitgestippeld. Ruim 70.000 deelnemers legden een van de routes af.

### Uitgave 2010
De 30ste editie van De Gordel vond plaats op zondag 5 september 2010.  Vooraf kondigde Carla Galle aan dat indien de formatiegesprekken een splitsing van de kieskring Brussel-Halle-Vilvoorde opleverden, dit mogelijk de laatste Gordel zou zijn.  Een stelling die nadien veelvuldig werd aangevallen aangezien volgens de opposanten een sportieve manifestatie die ook het Vlaams karakter van De Rand accentueert zijn nut kan blijven hebben.  De lustrumeditie van De Gordel kende iets meer dan 80.300 deelnemers.  Deze deelnemers konden kiezen uit 28 fiets- en wandeltochten, met een gecombineerde lengte van meer dan 800 km. Na de tochten bestond de affiche voor de optredens uit Helmut Lotti (in Sint-Genesius-Rode), Raymond Van het Groenewoud (in Dilbeek), De Kreuners (in Zaventem) en Natalia (in Overijse).  Een Laakdalse kweker bedacht een nieuwe lichtmauve roosvariëteit, Rosa 'De Gordel'.  Bloso publiceerde het herdenkingsboek "30 jaar gewogen en bewogen. Geschiedenis van de Gordel".

### Uitgave 2011
De 31ste editie van De Gordel vond plaats op zondag 4 september 2011. Het jaarthema was "gezond bewegen", het gordellied werd vertolkt door Buurman. De slechte weersomstandigheden hadden een zware impact op de deelnemersaantallen. Deze editie telde slechts 43.000 deelnemers. Prominente fietsers waren onder meer voorzitter van de Europese Raad Herman Van Rompuy, Vlaams minister van sport Philippe Muyters en N-VA kamerlid Ben Weyts. Optredens bij de slotshows waren er van SoulBrothers, Niels Destadsbader en Buurman.

### Uitgave 2012
Als deel van het Vlinderakkoord werd BHV gesplitst. Onder de slogan "De laatste keer voluit" werd de 32ste editie, die op 2 september 2012 plaatsvond, de laatste Gordel. Op de persconferentie voor De Gordel van 2012 zei Minister van Sport Philippe Muyters dat er ook in 2013 een groot sportief evenement komt in de Vlaamse Rand rond Brussel.
De dagen voor de Gordeldag was er nog een incident in Sint-Genesius-Rode, waar de overwegend Franstalige gemeenteraad besloot geen controlepost van De Gordel toe te laten in de gemeente. Daarom werd deze op het laatste moment verplaatst naar het aangrenzende Alsemberg. Dit jaar was de opkomst nog lager dan het vorige jaar, slechts zo'n 30.000 deelnemers. Ook waren er weer sabotageacties zoals duimspijkers op verschillende plaatsen, vooral in de omgeving van Wemmel en Relegem.

### Uitgave 2013
In 2013 werd De Gordel omgedoopt in het Gordelfestival en werd het een tweedaags evenement, op 30 augustus en 1 september.

Voor- en achterzijde van medailles De Gordel uit de periode 1990-2001
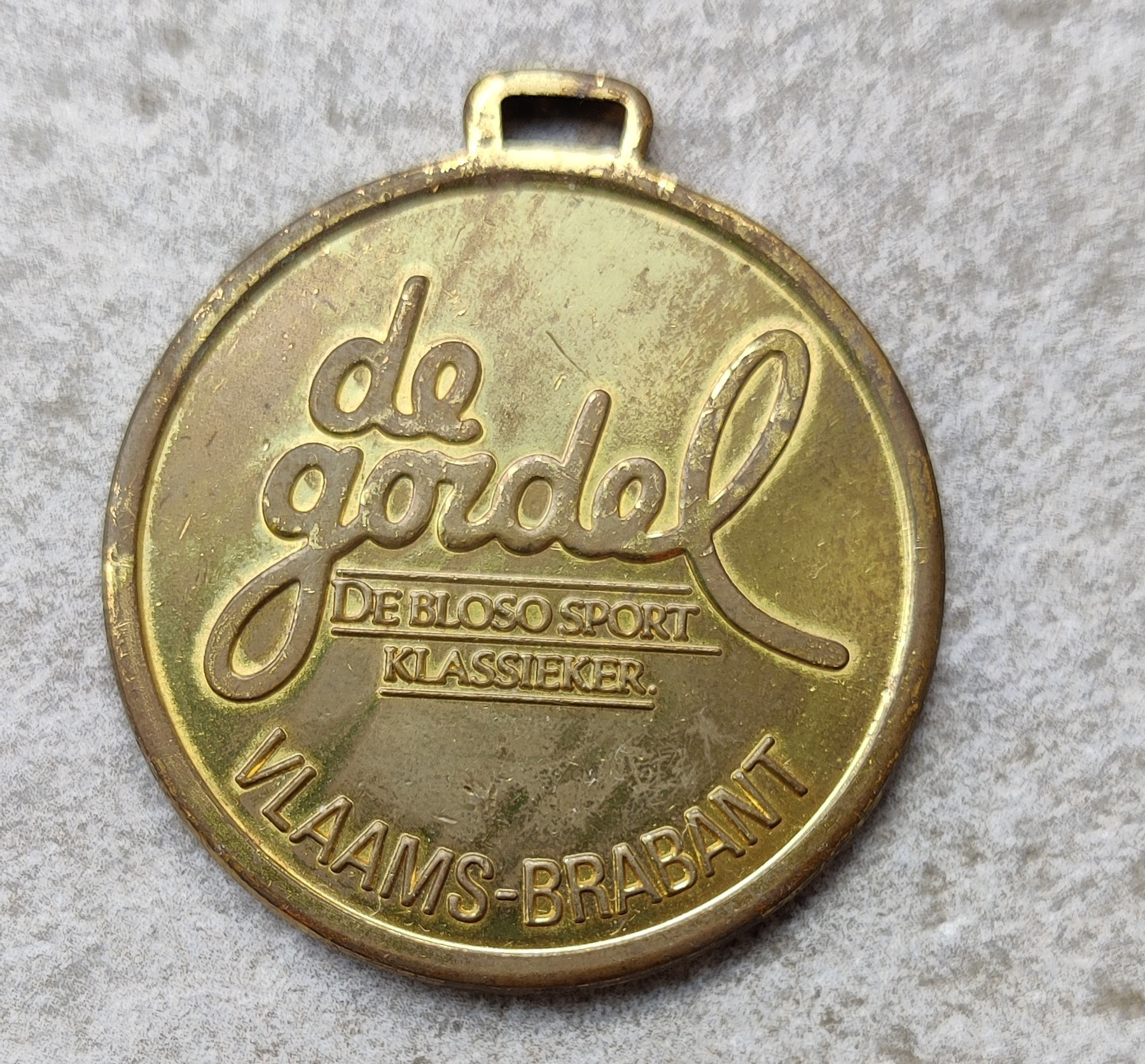
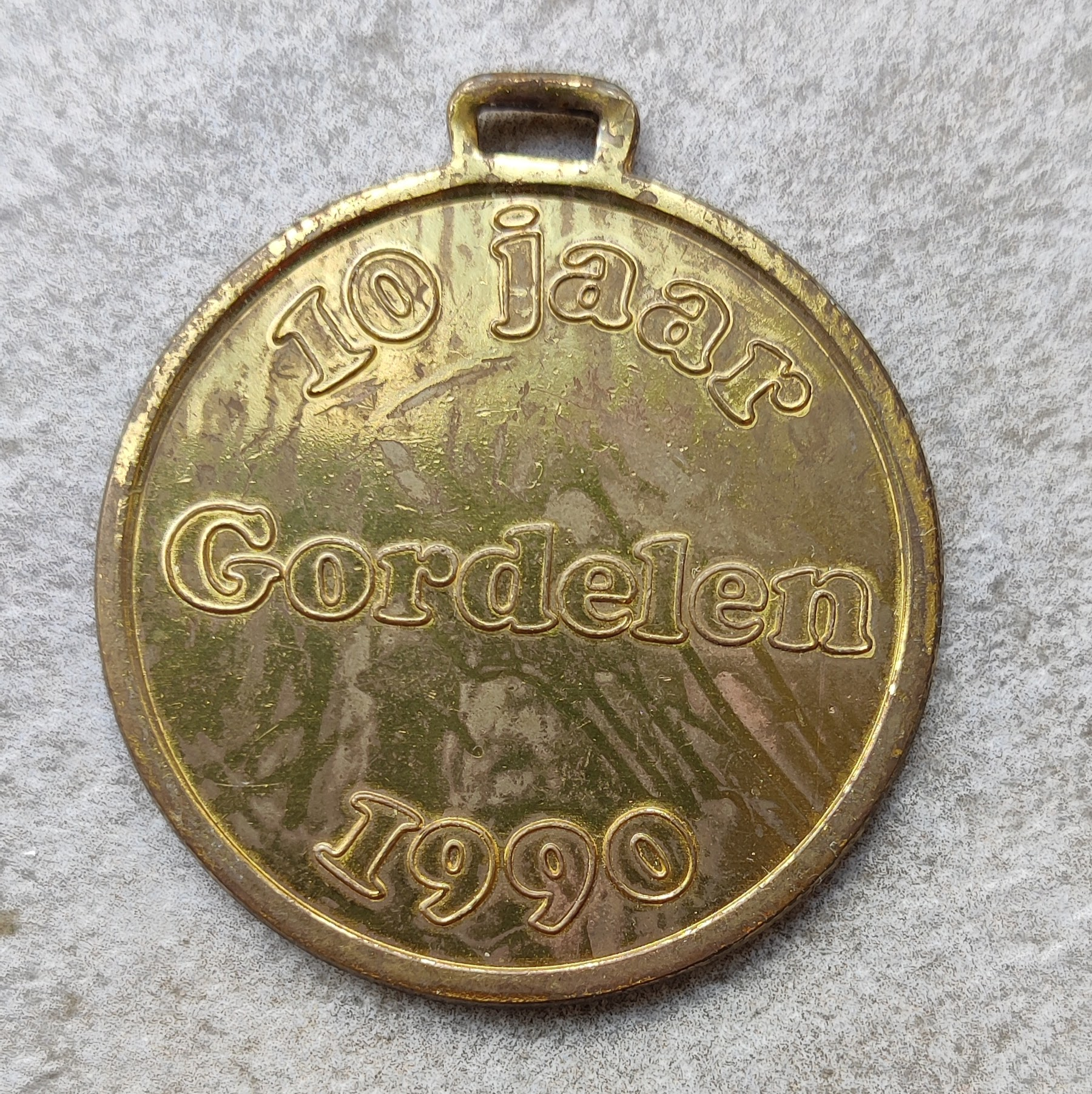
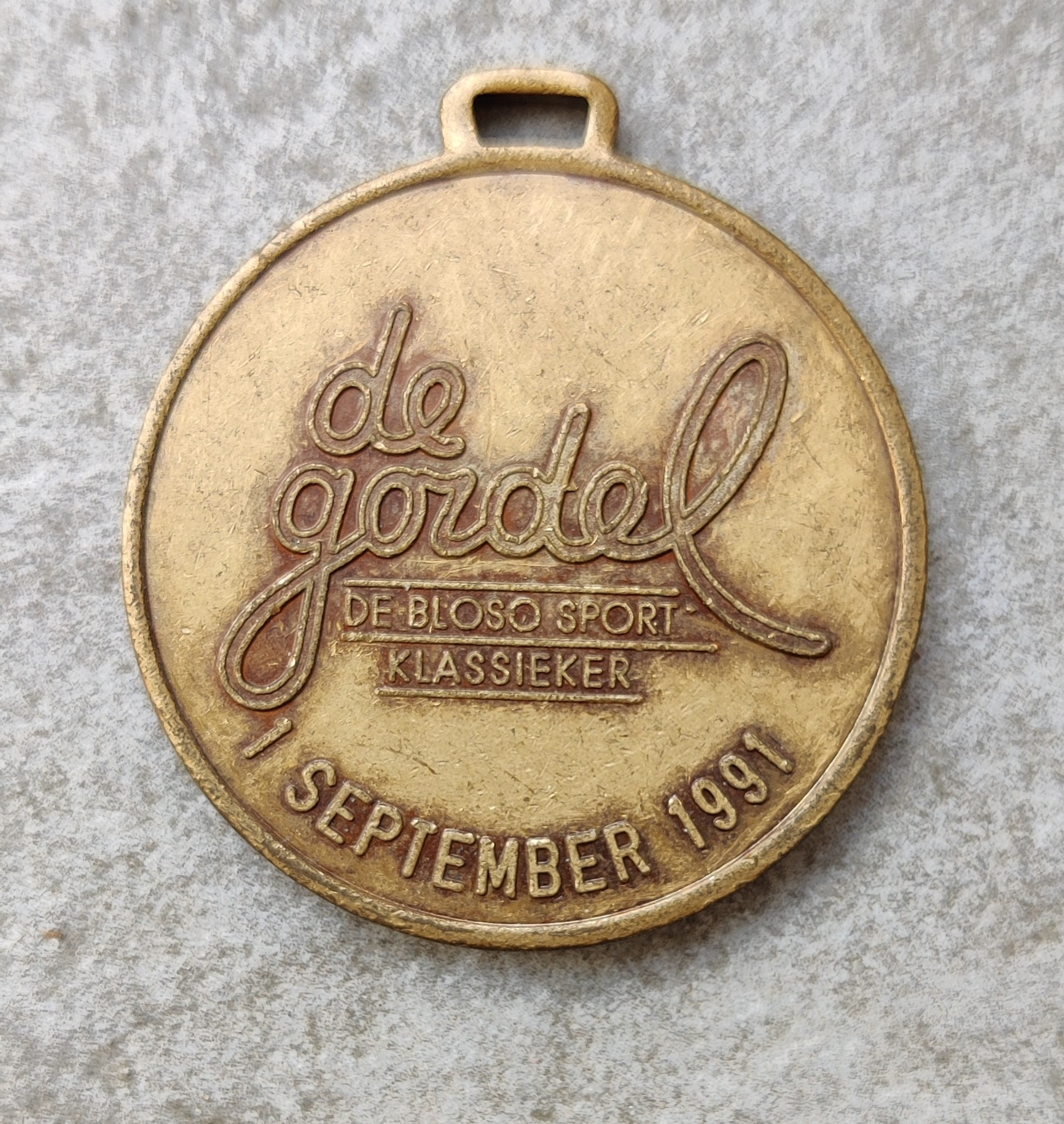
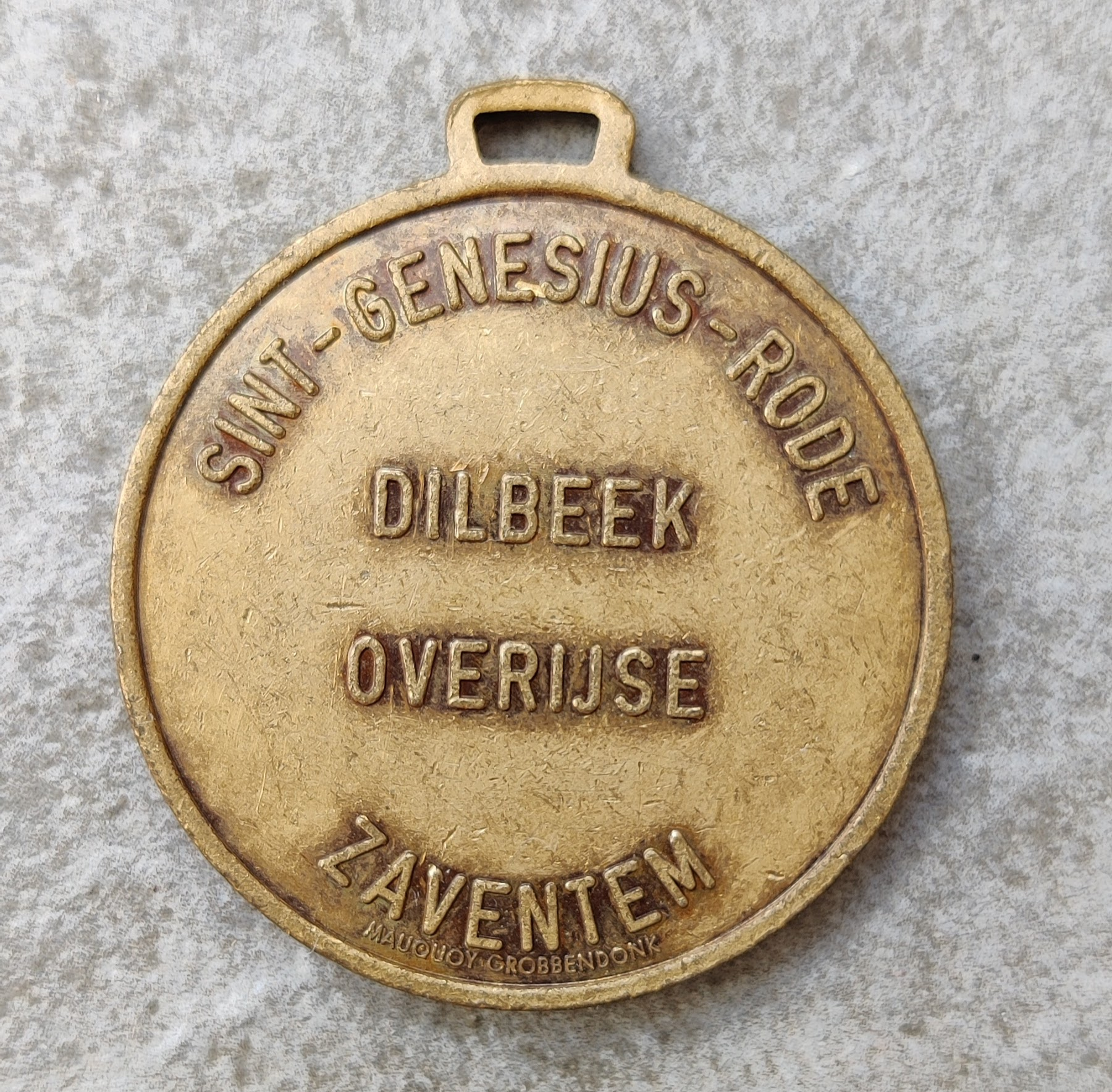
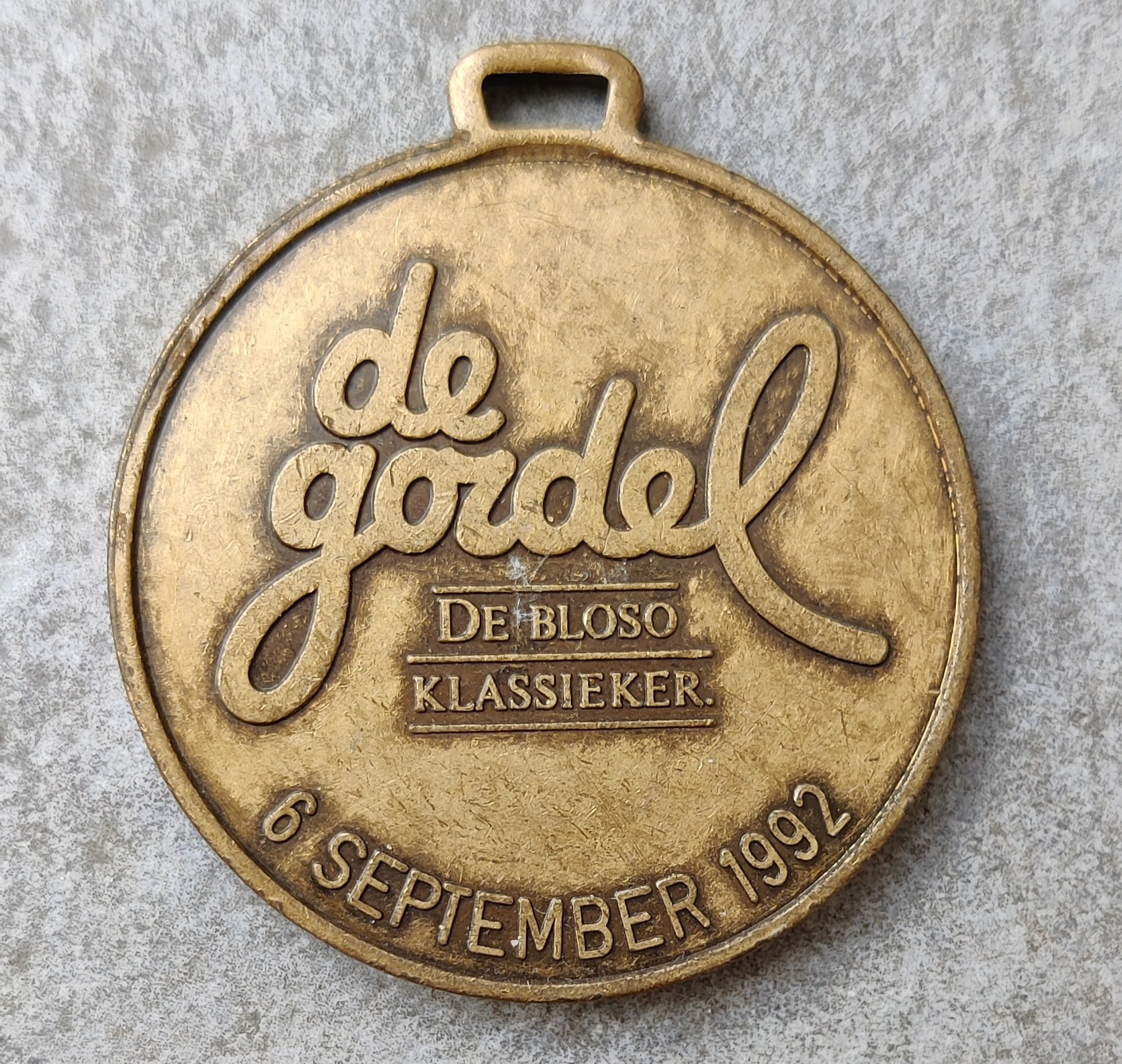
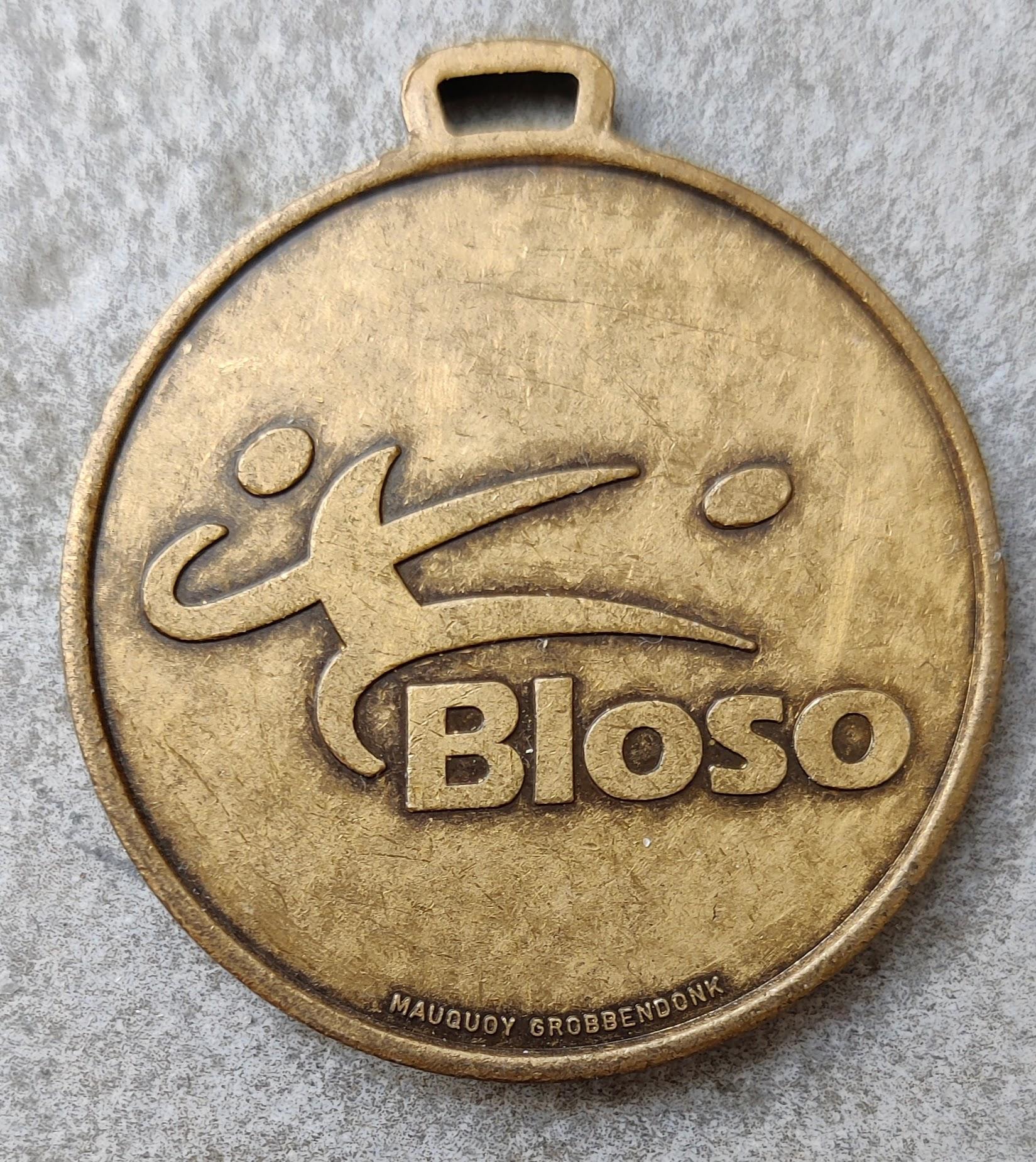
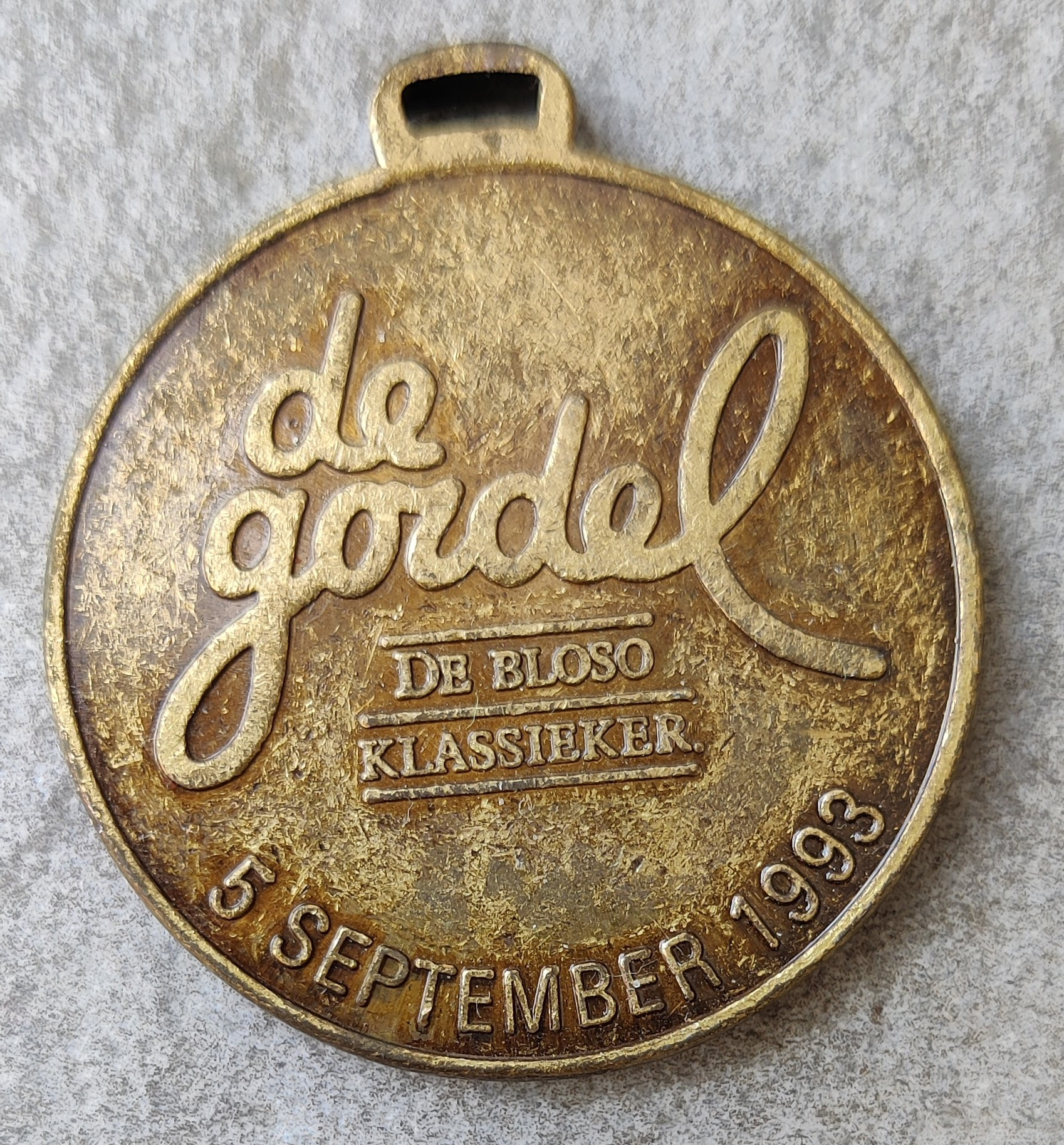
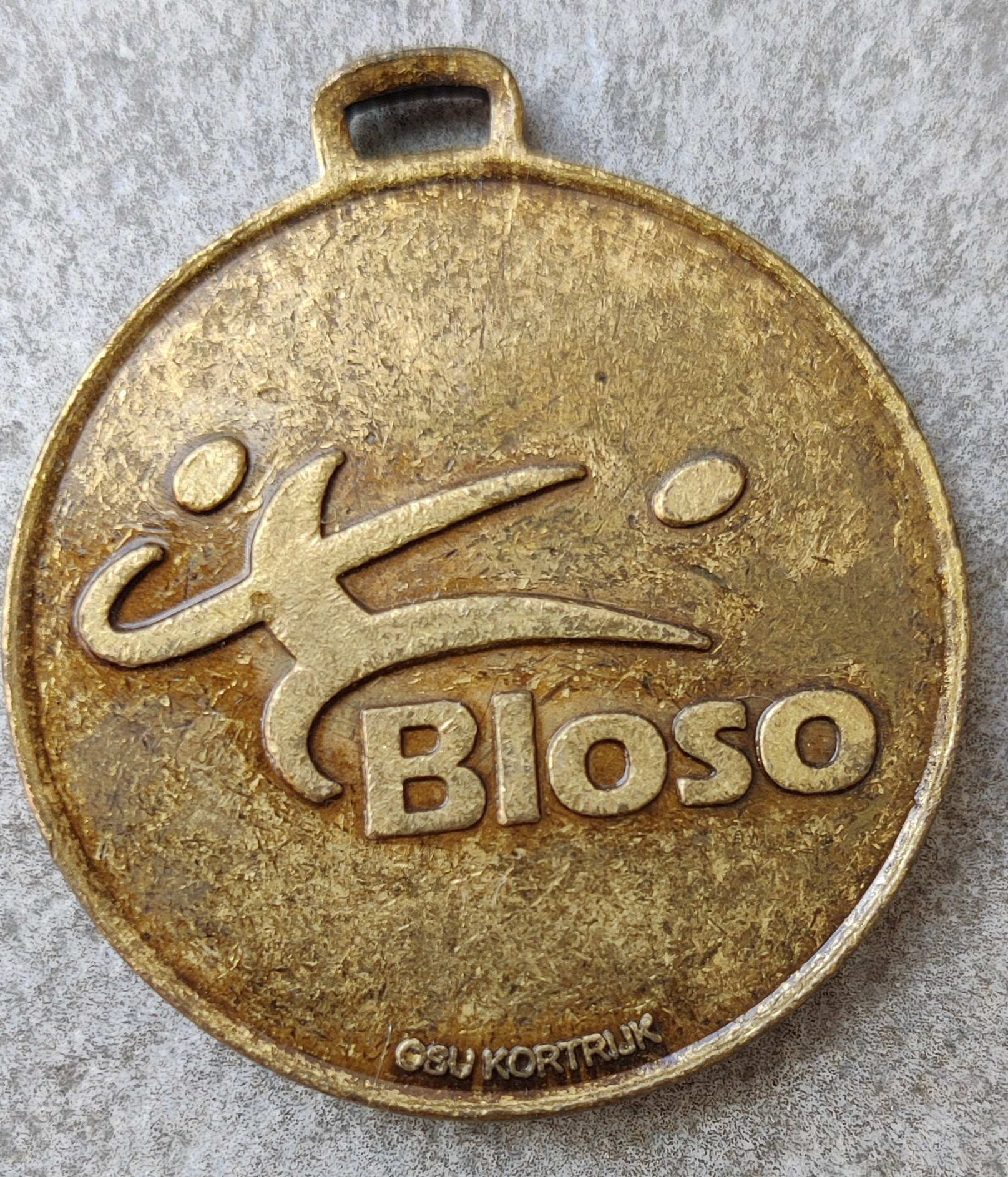
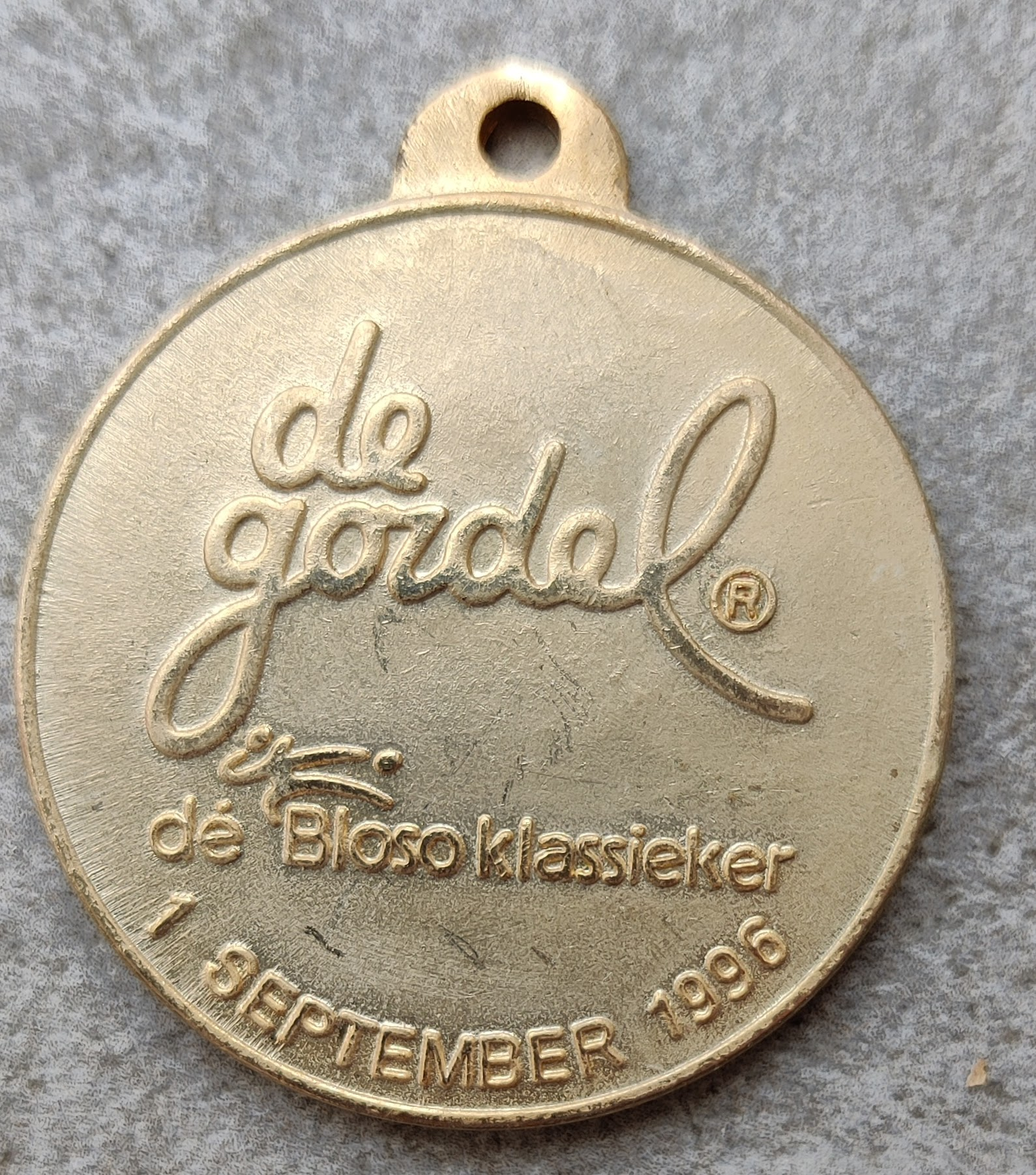
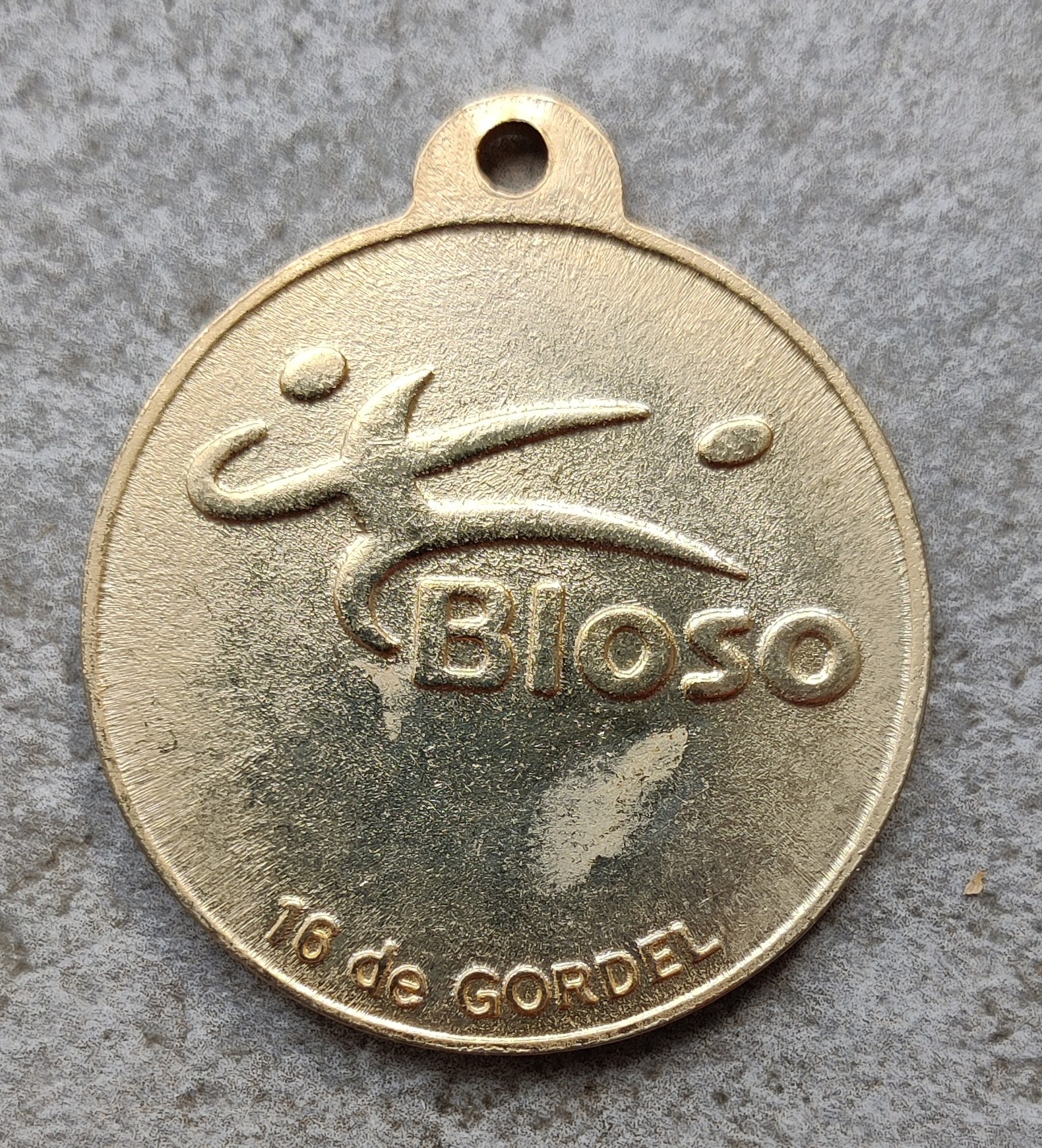
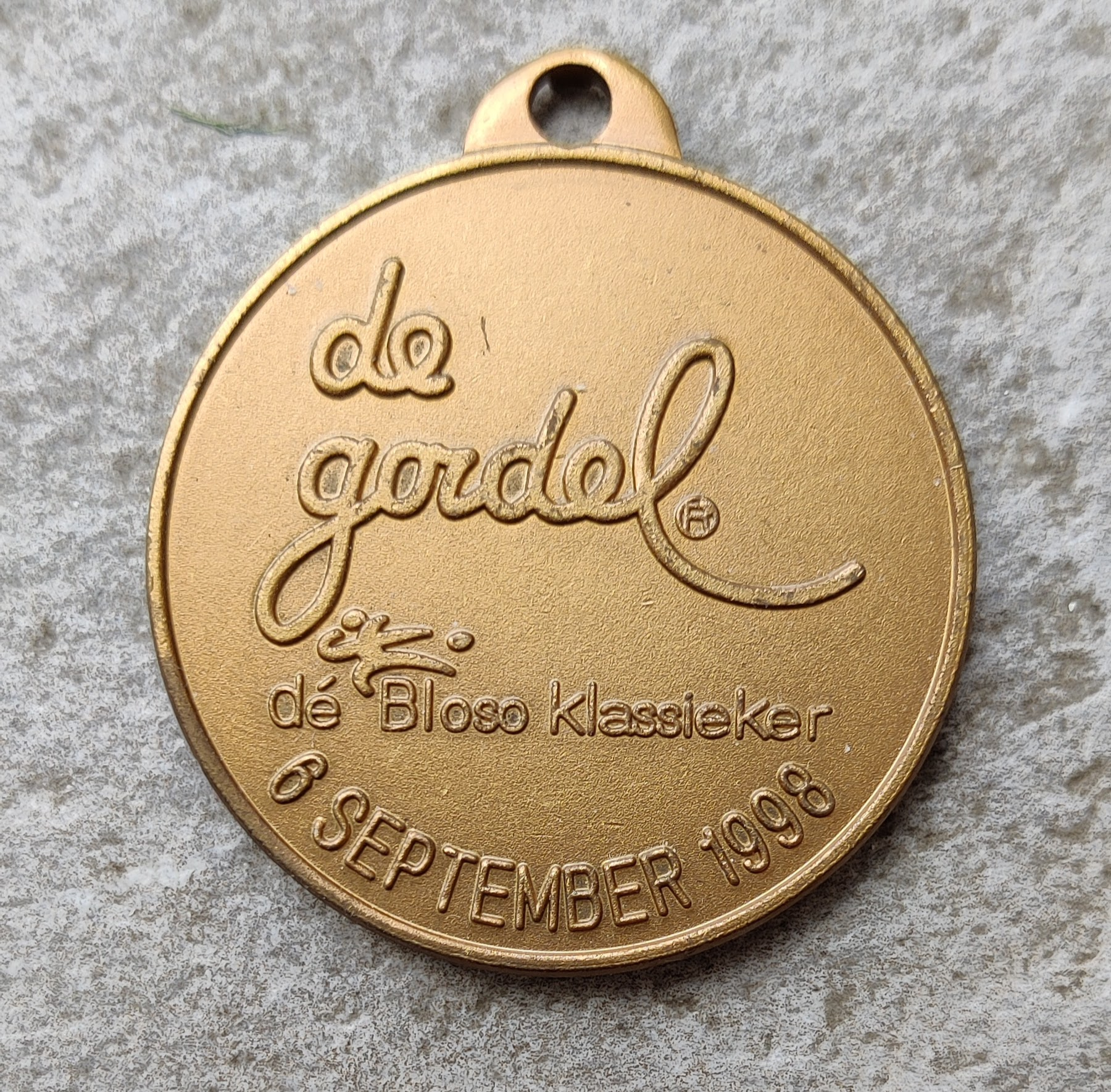
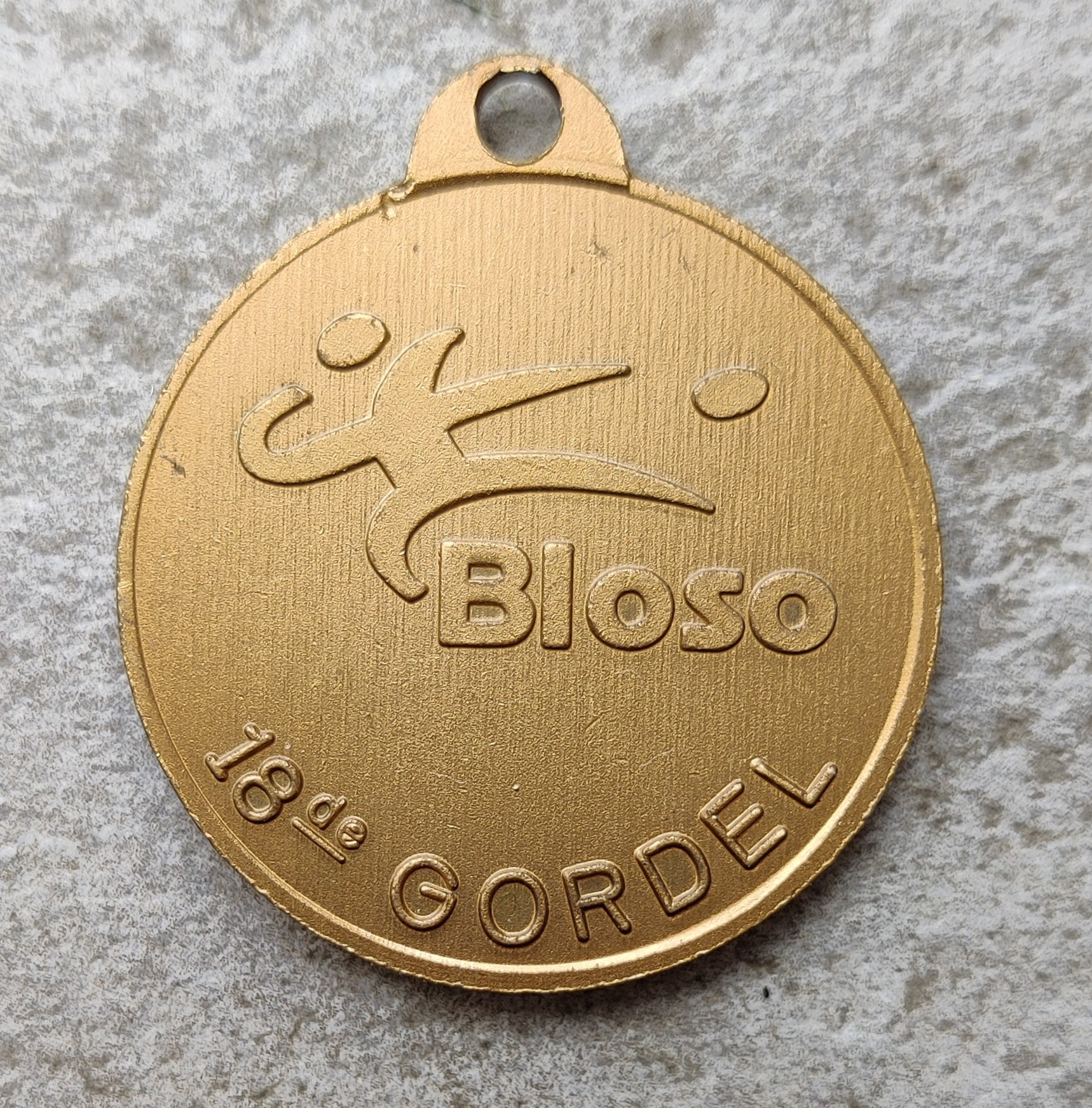
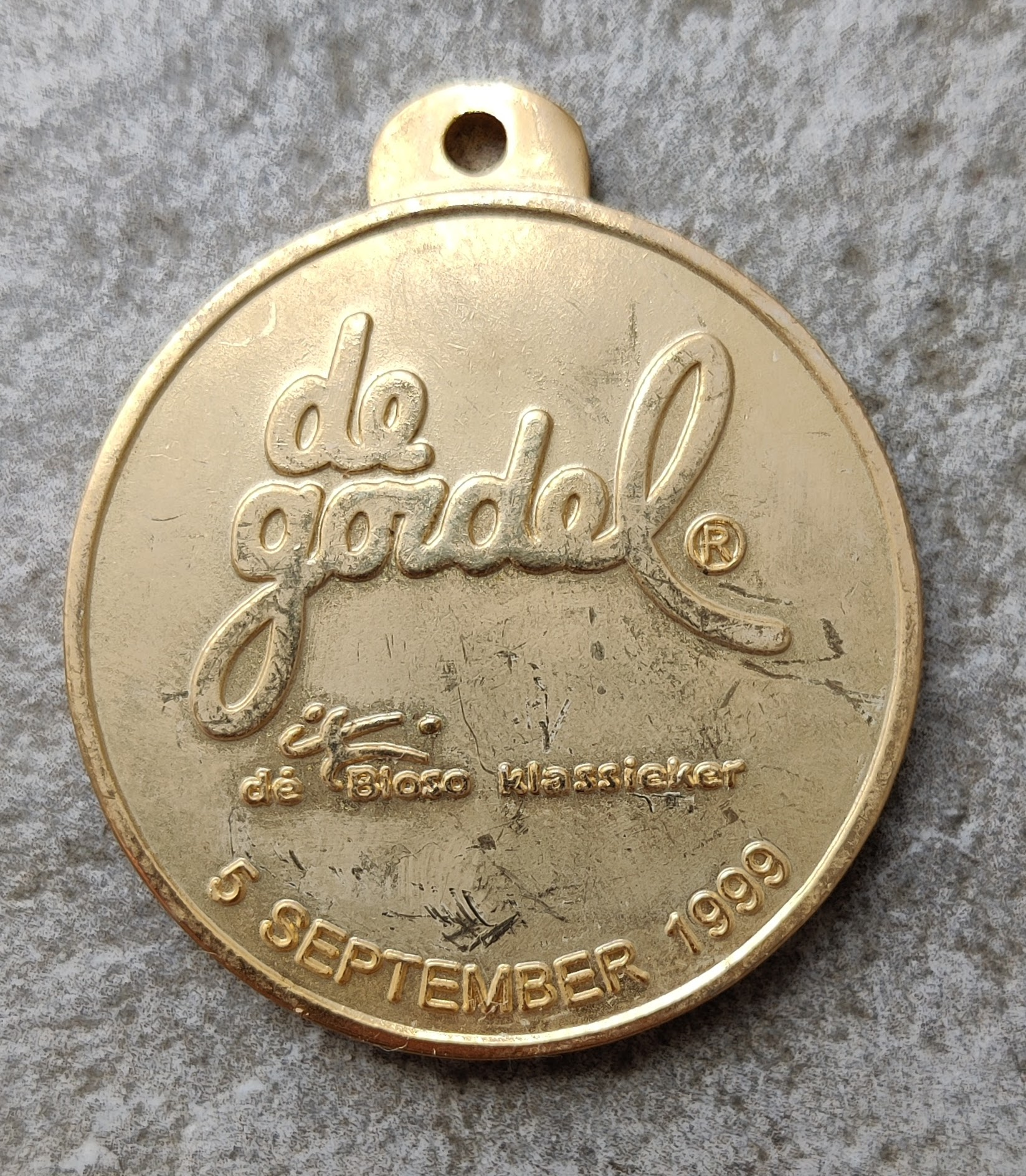
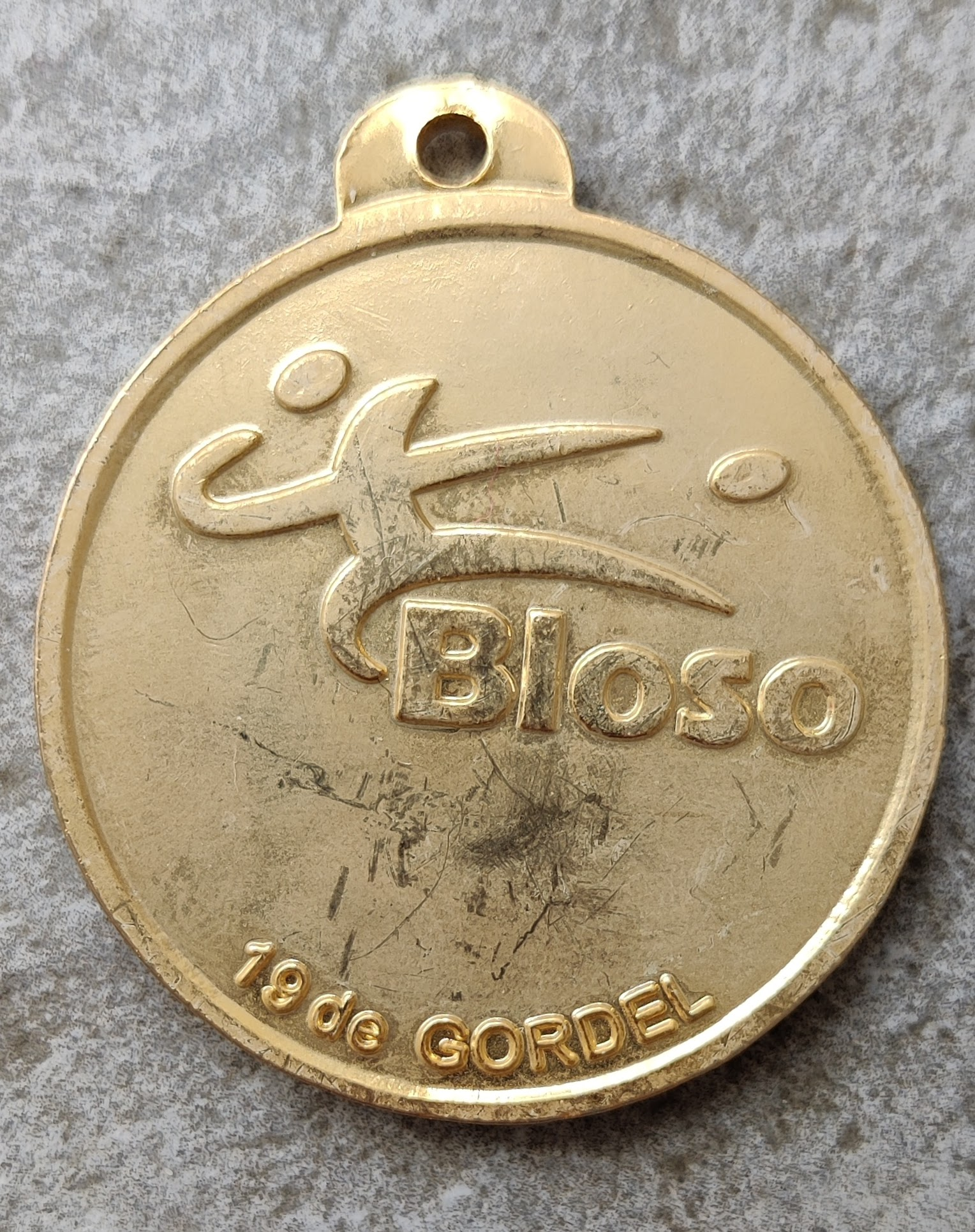
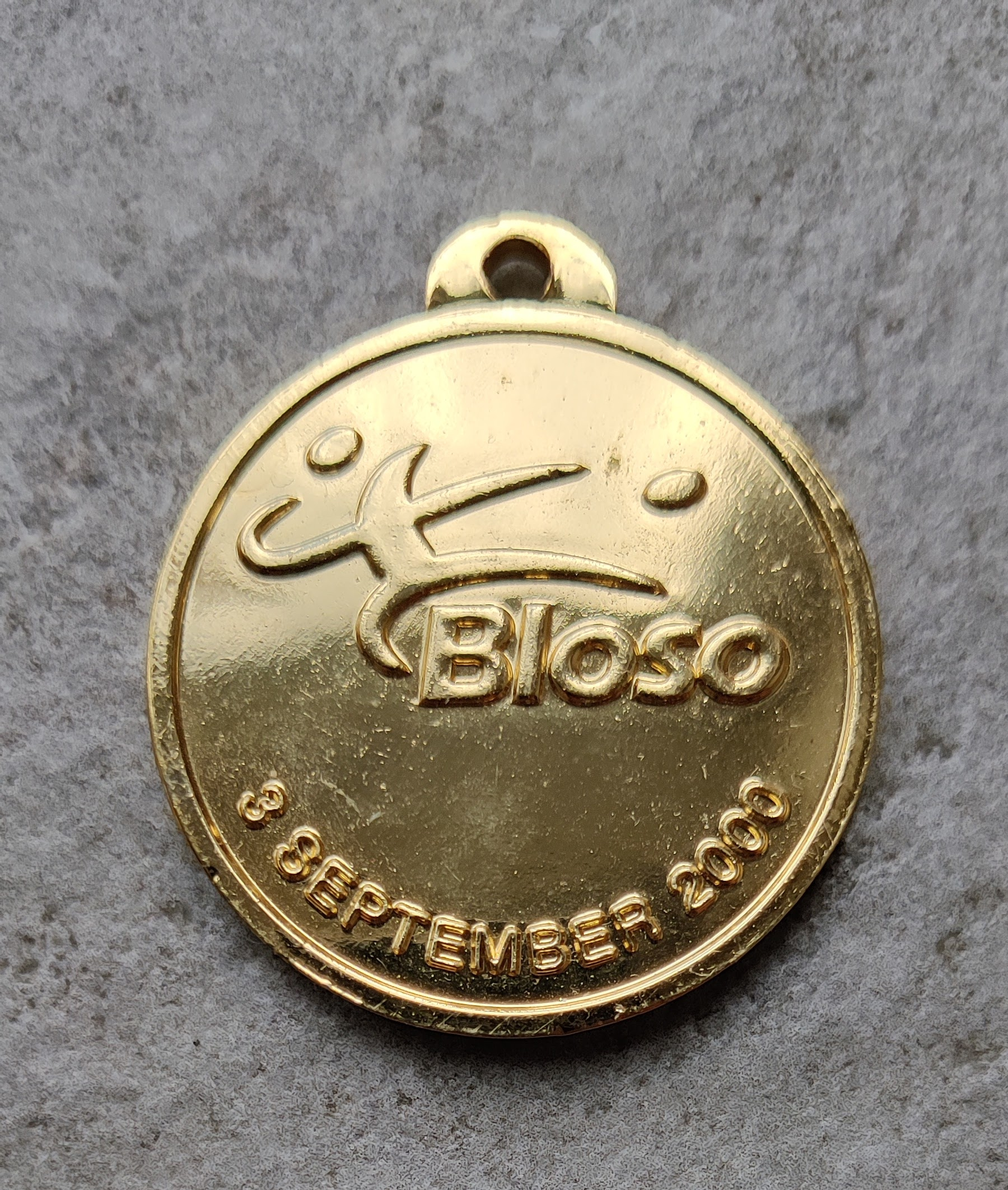
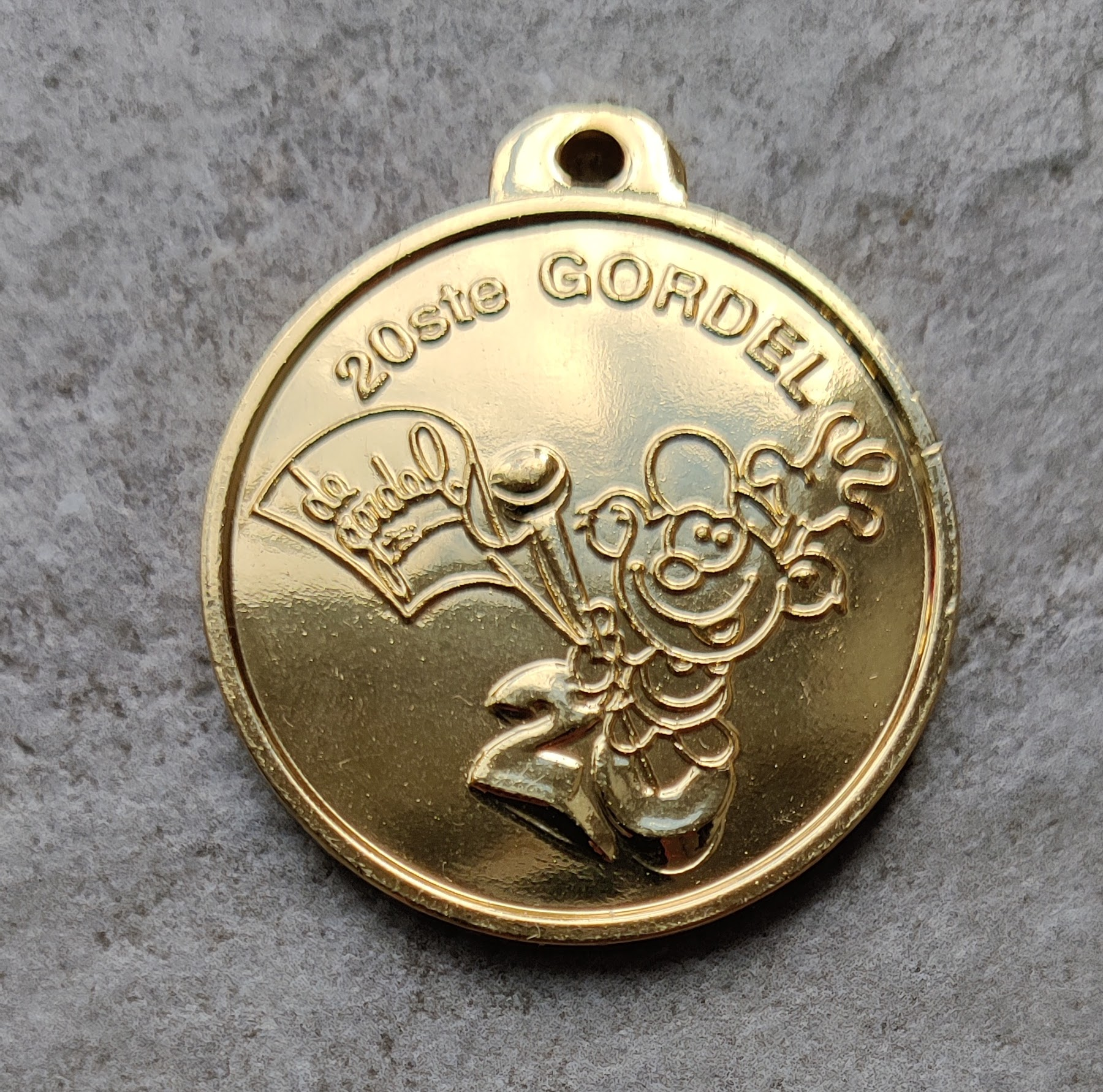
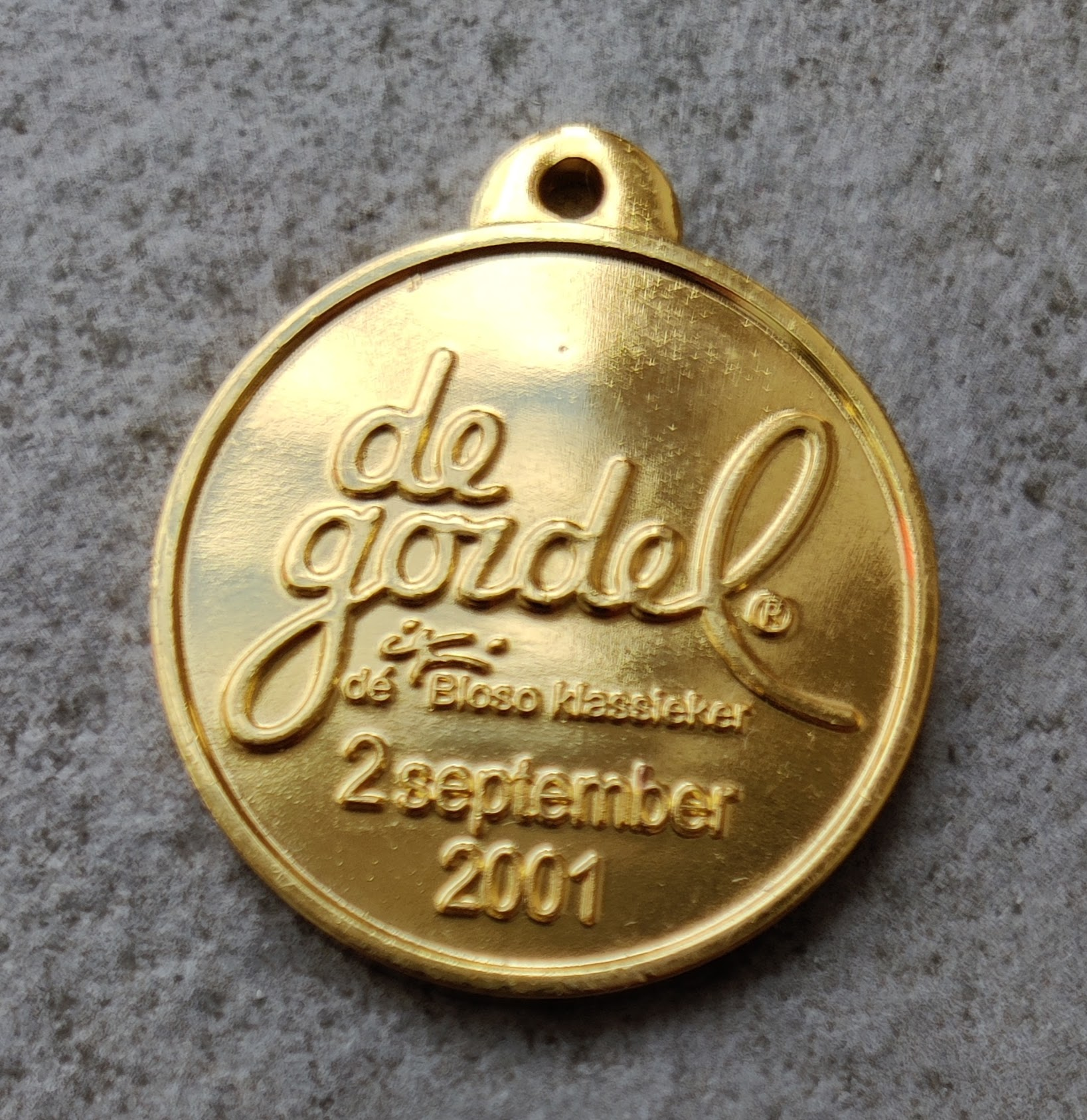
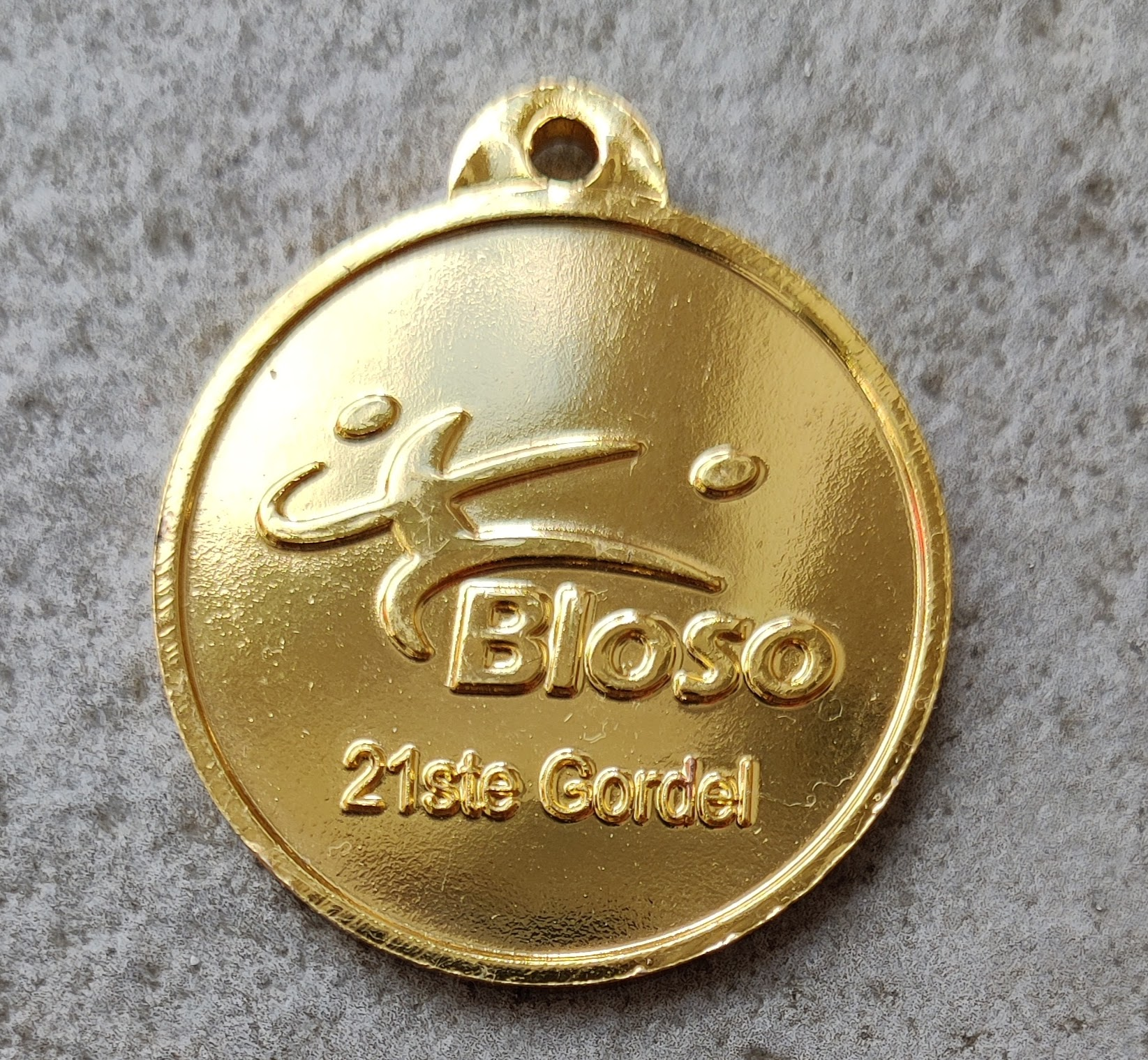